# حكام خيبر بختونخوا
حاكم خيبر بختونخوا هو رئيس المقاطعة في حكومة مقاطعة خيبر بختونخوا (مقاطعة الحدود الشمالية الغربية سابقًا) في باكستان. على الرغم من أن الحاكم هو رئيس المقاطعة على الورق، إلا أنه إلى حد كبير منصب شرفي. والسلطات الفعلية تقع على عاتق رئيس وزراء خيبر بختونخوا.
زادت سلطات حكام المقاطعات الباكستانية زيادة كبيرة، عندما تم حل مجالس المحافظات، وأصبح الدور الإداري تحت السيطرة المباشرة للحكام، كما هو الحال في قوانين الأحكام العرفية لعام 1958-1972 و1977 - 1985. 